# Grube Kunst
Die Grube Kunst lag im Neunkirchener Ortsteil Struthütten im Kreis Siegen-Wittgenstein in Nordrhein-Westfalen. Die Grube lag im Kunstertal nördlich des Ortes Struthütten auf etwa 275 m Höhe.

## Geschichte
1730 wurde die Grube das erste Mal erwähnt. Wahrscheinlich ist sie aber schon älter. In diesem Jahr wurde erstmals Tiefbau betrieben. Mithilfe von „Radkunst“ wurde bis 1800 Kupfererz gefördert. Wasserprobleme zwangen den Betrieb zur Einstellung. Nachdem man Anfang des 19. Jahrhunderts große Kupfererzgänge entdeckte, nahm man die Förderung wieder auf. 1864 wurde die Kunstertalbahn gebaut, durch sie konnten die Erze zum Staatsbahnhof nach Herdorf transportiert werden. Der Ausbau der Bahn erfolgte 1882 bis zur Dermbacher Grube Concordia. Außerdem bestand eine Zahnradstrecke zur Seelenberger Eisenhütte.
Ab 1869 wurde Tiefbau betrieben. Der Alte Schacht erreichte eine Teufe von 250 m, bereits 1876 wurde der Neue Schacht bis auf 500 m Teufe angelegt. 1887 erreichte dieser bereits 250 m, Sohlen waren bis jetzt bei 64 m, 93 m, 125 m und 167 m angelegt worden. Am Schacht wurden zwei Dampfmaschinen eingesetzt. Die Zwillingsfördermaschine hatte 25 PS, die zweizylindrische Wasserhaltungsmaschine 45 PS. Die Gesamtteufe lag bei 600 m. Beim Schacht hat der Obere Kunster Stollen eine Teufe von 67 m.
Einige Jahresförderungen:
- 1862: 3.052 t Eisenerz
- 1864: 5.570 t Eisenerz
- 1865: 7.035 t Eisenerz
- 1866: 5.273 t Eisenerz

Bis 1885 steigerte sich die Förderung auf 17.020 t Eisenerz. Zudem wurden noch 50 t Kupferkies gefördert.
Um 1900 legte man den Glücksberger Stollen an. Zwischen 1914 und 1918 förderte man 79.753 t Spateisenstein und 139 t Kupferkies. Am 29. September 1925 stellte man die Förderung ein, 1934 wurde sie endgültig stillgelegt. 150 Belegschaftsmitglieder bauten in den Gangmitteln Oberste Kunst mit Haerig und Unterste Kunst mit Altenberg insgesamt 316.810 t Eisenerz ab. Eine Konsolidation bestand mit der Grube Altenberg im Ort. Sie wurde 1812 erstmals erwähnt.